# Liste der denkmalgeschützten Objekte in Oberndorf an der Melk
Die Liste der denkmalgeschützten Objekte in Oberndorf an der Melk enthält die 12 denkmalgeschützten, unbeweglichen Objekte der niederösterreichischen Gemeinde Oberndorf an der Melk.

## Denkmäler
| Foto |                 | Denkmal | Standort                                                           | Beschreibung | Metadaten |
| ---- | --------------- | --- | ------------------------------------------------------------------ | --- | --- |
| ja   | Datei hochladen | Fundzone Rotte Melk HERIS-ID: 112206 Objekt-ID: 130278                                                               | Melk Standort KG: Gries                                            | Archäologische Fundstätte | BDA-Hist.: Q37829522 Status: Bescheid Stand der BDA-Liste: 2025-06-30 Name: Fundzone Rotte Melk GstNr.: 197, 205/1, 206/2, 210, 213, 214, 225, 1149, 1150 |
| ja   | Datei hochladen | Alte Melkbrücke HERIS-ID: 31855 Objekt-ID: 28850                                                                     | Unterer Gries 2, in der Nähe Standort KG: Gries                    | Die Brücke über die Melk wurde 1842 errichtet und ist mit Konglomeratquadern unterwölbt. Sie befindet sich an der Grenze der Katastralgemeinden Gries und Oberndorf an der Melk. | BDA-Hist.: Q37944648 Status: § 2a Stand der BDA-Liste: 2025-06-30 Name: Alte Melkbrücke GstNr.: 1103/1 |
| ja   | Datei hochladen | Ganzbachaquädukt HERIS-ID: 111605 Objekt-ID: 129560seit 2012                                                         | Standort KG: Lehen bei Oberndorf                                   | Die II. Wiener Hochquellenwasserleitung ist eine 183 Kilometer lange Trinkwasser-Versorgungsleitung für die Stadt Wien. Sie wurde auf Betreiben von Karl Lueger errichtet und nach zehnjähriger Bauzeit am 2. Dezember 1910 als II. Kaiser-Franz-Josef-Hochquellenleitung eröffnet.                                                                                                  | BDA-Hist.: Q37825355 Status: Bescheid Stand der BDA-Liste: 2025-06-30 Name: Ganzbachaquädukt GstNr.: 329 |
| ja   | Datei hochladen | Aquädukt Oberndorf 4 HERIS-ID: 111603 Objekt-ID: 129558seit 2012                                                     | Standort KG: Lehen bei Oberndorf                                   | Das Aquädukt Oberndorf 4 ist ein Teil der II. Wiener Hochquellenwasserleitung, siehe Gansbachaquädukt. | BDA-Hist.: Q37825328 Status: Bescheid Stand der BDA-Liste: 2025-06-30 Name: Aquädukt Oberndorf 4 GstNr.: 184/1, 184/2, 175, 176 |
| ja   | Datei hochladen | Aquädukt Oberndorf 5 HERIS-ID: 111604 Objekt-ID: 129559seit 2012                                                     | Standort KG: Lehen bei Oberndorf                                   | Das Aquädukt Oberndorf 5 ist ein Teil der II. Wiener Hochquellenwasserleitung, siehe Gansbachaquädukt. | BDA-Hist.: Q37825336 Status: Bescheid Stand der BDA-Liste: 2025-06-30 Name: Aquädukt Oberndorf 5 GstNr.: 208, 209 |
| ja   | Datei hochladen | Schuhmaieraquädukt HERIS-ID: 111606 Objekt-ID: 129561seit 2012                                                       | Standort KG: Lehen bei Oberndorf                                   | Das Schuhmaieraqädukt ist ein Teil der II. Wiener Hochquellenwasserleitung, siehe Gansbachaquädukt. | BDA-Hist.: Q37825364 Status: Bescheid Stand der BDA-Liste: 2025-06-30 Name: Schuhmaieraquädukt GstNr.: 1123, 1065 |
| ja   | Datei hochladen | 5 Kanalbrücken (Oberndorf 2, 3, 6, Sonnleiten, Fellner), Einsteigturm 60 HERIS-ID: 111601 Objekt-ID: 129556seit 2012 | Standort siehe Beschreibung KG: Lehen bei Oberndorf                | Die Kanalbrücke Oberndorf 2 (Lage), Oberndorf 3 (Lage), Oberndorf 6 (Lage) sowie Sonnleiten und Fellner (Lage bzw. Lage) und der Einsteigturm 60 (Lage) sind Teile der II. Wiener Hochquellenwasserleitung, siehe Gansbachaquädukt | BDA-Hist.: Q37825311 Status: Bescheid Stand der BDA-Liste: 2025-06-30 Name: 5 Kanalbrücken (Oberndorf 2, 3, 6, Sonnleiten, Fellner), Einsteigturm 60 GstNr.: 210, 209, 1145, 1156, 879, 444/3, 624, 616/2, 933/2, 43/1 Hochquellenwasserleitung in Oberndorf an der Melk |
| ja   | Datei hochladen | Aquädukt Oberndorf 1 HERIS-ID: 111602 Objekt-ID: 129557seit 2012                                                     | Standort KG: Lehen bei Oberndorf                                   | Das Aquädukt Oberndorf 1 ist ein Teil der II. Wiener Hochquellenwasserleitung, siehe Gansbachaquädukt. | BDA-Hist.: Q37825319 Status: Bescheid Stand der BDA-Liste: 2025-06-30 Name: Aquädukt Oberndorf 1 GstNr.: 43/1 Aquädukt Oberndorf 1 |
| ja   | Datei hochladen | Kath. Pfarrkirche hl. Ägidius HERIS-ID: 22439 Objekt-ID: 18772                                                       | Oberer Markt 2, neben Standort KG: Oberndorf an der Melk           | Die Pfarrkirche von Oberndorf ist eine frühbarocke Hallenkirche, die im Kern gotisch ist und einen gotischen Chorseitenturm mit jüngeren Aufbauten hat. Die Einrichtung ist vorwiegend Barock beziehungsweise Neobarock. Die Orgel ist ein Werk von Herbert Gollini aus dem Jahr 1982 und wurde in das Hauptwerkgehäuse, welches Leopold Breinbauer sen. 1889 errichtete, eingebaut. | BDA-Hist.: Q37869484 Status: § 2a Stand der BDA-Liste: 2025-06-30 Name: Kath. Pfarrkirche hl. Ägidius GstNr.: .27 Pfarrkirche Oberndorf an der Melk |
| ja   | Datei hochladen | Alte Melkbrücke HERIS-ID: 22444 Objekt-ID: 18777                                                                     | Standort KG: Oberndorf an der Melk                                 | Die Brücke über die Melk wurde 1842 errichtet und ist mit Konglomeratquadern unterwölbt. Sie befindet sich an der Grenze der Katastralgemeinden Gries und Oberndorf an der Melk. | BDA-Hist.: Q37869498 Status: § 2a Stand der BDA-Liste: 2025-06-30 Name: Alte Melkbrücke GstNr.: 908/4 |
| ja   | Datei hochladen | Kanalbrücke Pfoisau, Einsteigturm 59 HERIS-ID: 111599 Objekt-ID: 129554seit 2012                                     | Reitl 5, bei Standort siehe Beschreibung KG: Oberndorf an der Melk | Die Kanalbrücke Pfoisau (Lage) und der Einsteigturm 59 (Lage) sind Teile der II. Wiener Hochquellenwasserleitung, siehe Gansbachaquädukt | BDA-Hist.: Q37825289 Status: Bescheid Stand der BDA-Liste: 2025-06-30 Name: Kanalbrücke Pfoisau, Einsteigturm 59 GstNr.: 637, 815/2 Hochquellenwasserleitung in Oberndorf an der Melk                                                                                    |
| ja   | Datei hochladen | Koppendorfaquädukt HERIS-ID: 111600 Objekt-ID: 129555seit 2012                                                       | Standort KG: Oberndorf an der Melk                                 | Das Koppendorfaquädukt ist ein Teil der II. Wiener Hochquellenwasserleitung, siehe Gansbachaquädukt. | BDA-Hist.: Q37825299 Status: Bescheid Stand der BDA-Liste: 2025-06-30 Name: Koppendorfaquädukt GstNr.: 694/1, 694/2, 700 |